# Joviša Kraljević
Joviša Kraljević, slovenski nogometaš, * 20. november 1976.
Kraljević je nekdanji profesionalni nogometaš, ki je igral na položaju branilca. Celotno kariero je igral za slovenske klube Šmartno ob Paki, Rudar Korotan, Mura, Dravinja, Šmartno 1928, Bela Krajina, Rudar Velenje in Šoštanj. Skupno je v prvi slovenski ligi odigral 107 tekem in dosegel dva gola.